# Madabal, Sindgi
Madabal là một làng thuộc tehsil Sindgi, huyện Bijapur, bang Karnataka, Ấn Độ.